# Märtyrer von Thailand

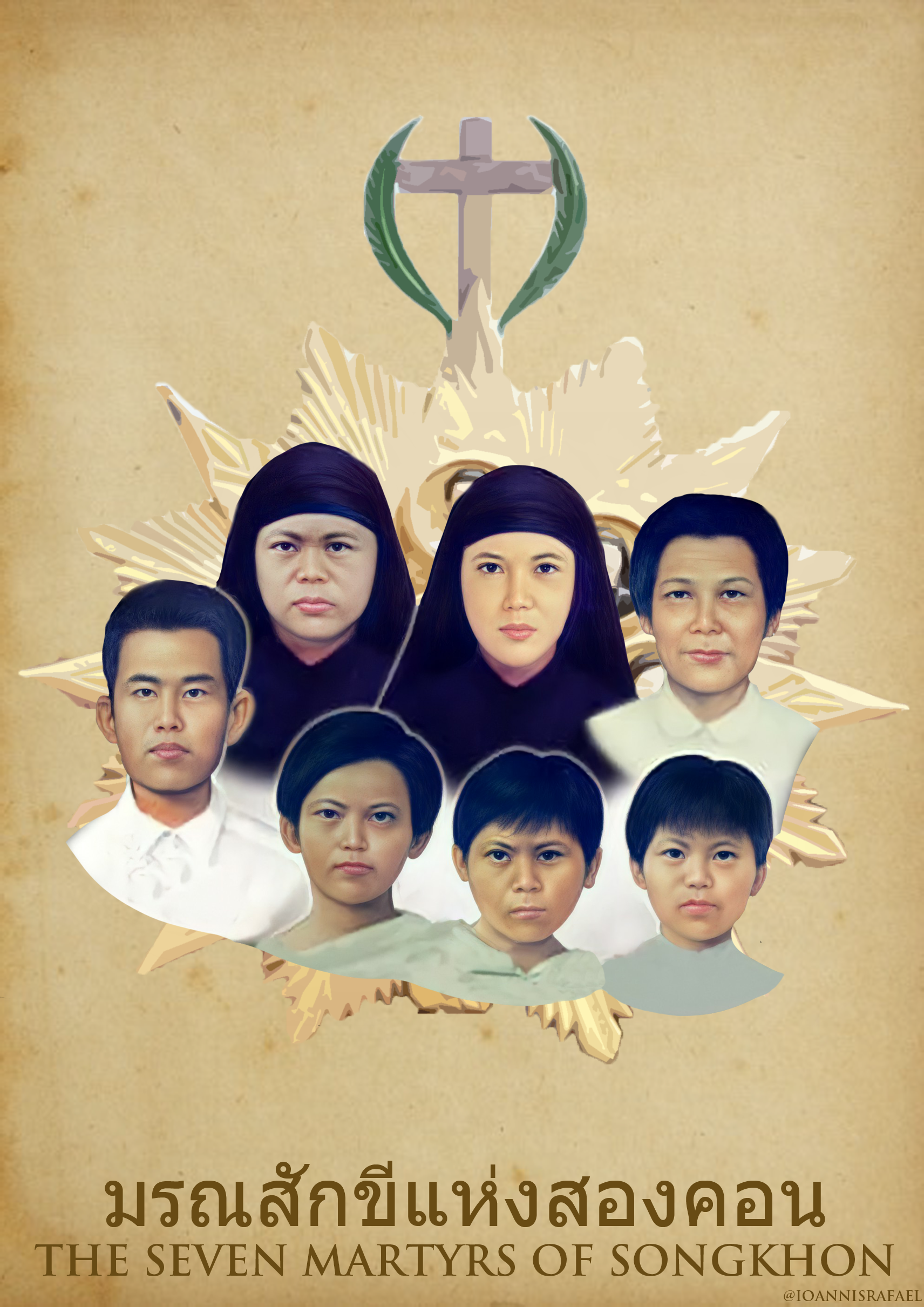
Märtyrer von Thailand

Als Märtyrer von Thailand (auch: Märtyrer von Songkhon) werden sieben thailändische Katholiken aus dem Dorf Songkhon bezeichnet, die während des französisch-thailändischen Kriegs von thailändischen Polizisten im Dezember 1940 erschossen wurden. Unter ihnen waren zwei Ordensschwestern. Sie wurden als die sieben Märtyrer von Thailand durch Papst Johannes Paul II. seliggesprochen.

## Vorgeschichte
Die ersten katholischen Missionare erreichten das damalige Siam im 16. Jahrhundert aus Portugal, später überwiegend aus der Pariser Mission. Sie waren im buddhistischen Land willkommen, weil sie neues Wissen ins Land brachten. In den 1930er Jahren schwand der westliche Einfluss, und unter dem Eindruck der japanischen Invasion Chinas 1937 verschärfte sich die Lage.
Während der radikal nationalistischen Militärregierung des 1938 gewählten Ministerpräsidenten Phibunsongkhram zielte die Politik auf die Schaffung einer einheitlichen thailändischen Nation und die Assimilierung anderer im Lande lebender Völker. Im Zweiten Weltkrieg griff Thailand im November 1940 die französische Kolonie Indochina an, der französisch-thailändische Krieg eskalierte im Dezember.
Im Rahmen des Konfliktes kam es zwischen 1940 und 1944 zu Christenverfolgungen. Obwohl der Katholizismus schon 350 Jahre zuvor nach Thailand kam, wurde er als dem  Thai-Sein „fremd“ angesehen und insbesondere Einwohner in Nordostthailand wurden verdächtigt, für Frankreich zu spionieren. „Die Katholiken waren das perfekte Symbol des Imperialismus und der Gegenpol zur nationalen Identität“, stellt Shane Strate fest, Professor für Geschichte mit dem Schwerpunkt Südostasien an der Kent State University in Ohio, denn sie waren mit Frankreich verbunden, politisch aktiv und unter den Konvertiten gab es viele ethnische Minderheiten.

## Ereignisse im Dezember 1940
Das Dorf Songkhon liegt im Landkreis Amphoe Wan Yai in der  Provinz Mukdahan am Unterlauf des Mekong. Die katholische Siedlung mit damals rund 500 Einwohnern gehört zum Erzbistum Thare und Nonseng. Im Winter 1940 drangen Polizeikräfte ins Dorf ein, verwiesen den französischen Priester Paul Fige des Ortes und deportierten ihn nach Laos.
Immer wieder versuchten die Polizisten, die Dorfbewohner einzuschüchtern. Die seelsorgerliche Arbeit wurde von zwei Ordensschwestern und einem Katecheten fortgeführt. Der Katechet Philip Siphong erhielt Anfang Dezember 1940 einen Brief, der angeblich eine Vorladung in die Provinzhauptstadt beinhaltete. Er wurde von anderen Dorfbewohnern gewarnt, aber er kam der Anweisung nach. Auf dem Weg wurde er am 16. Dezember aus dem Hinterhalt überfallen, gefoltert und erschossen.

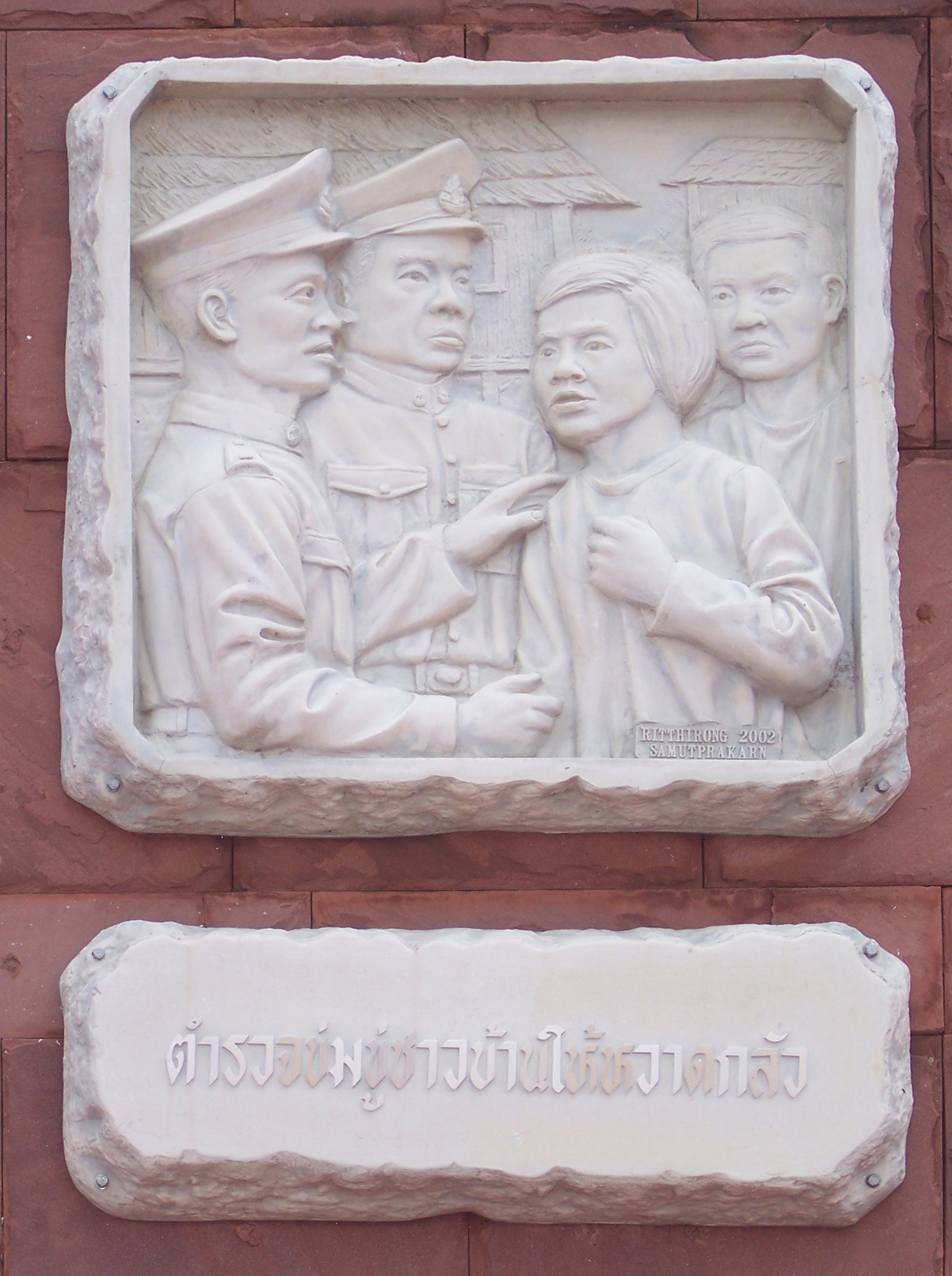
Gedenkrelief für die Märtyrer von Thailand, Songkhon

Die Polizei erhöhte den Druck auf die beiden Ordensschwestern. Am Weihnachtstag 1940 forderte der zuständige Offizier Boonlue Muangkote von ihnen, dass sie die Katechese einstellen, ihrem katholischen Glauben abschwören und zum Buddhismus konvertieren, anderenfalls würden sie getötet werden.  Die Schwestern verbrachten die Nacht betend. Sr. Agnes schrieb in einem Brief an die Polizeibehörde: „Wir sind bereit, unser Leben Gott zurückzugeben, denn von ihm haben wir es erhalten.“
Am nächsten Tag, der 26. Dezember 1940, kamen die Polizisten zurück ins Dorf. Sie führten die beiden Ordensschwestern, eine Dorfbewohnerin und drei minderjährige Mädchen zum Friedhof. Dort erschossen sie die sechs Katholikinnen vor den Augen der Dorfbewohner.

### Die Namen der Märtyrer
- Philip Siphong, Katechet, 33[8]
- Agnes Phila, Ordensschwester der Schwesternkongregation von der Liebe zum Heiligen Kreuz Gò-Váp, Lehrerin, 31
- Lucia Khambang, Ordensschwester der Schwesternkongregation von der Liebe zum Heiligen Kreuz Gò-Váp, Lehrerin, 23
- Agatha Phutta, Köchin der Mission, 59
- Cecilia Butsi, 16
- Bibiana Khampai, 15
- Maria Phorn, 14

## Seligsprechung und Verehrung
Die Christenverfolgungen dauerten noch vier weitere Jahre, dann kam die Religionsfreiheit zurück. Die Vorbereitungen für den Seligsprechungsprozess begannen schnell. Erzbischof Lawrance Khai forcierte das Verfahren ab 1980. Im Jahr 1986 wurden die Überreste aller sieben Märtyrer in der Dorfkirche von Songkhon beigesetzt. Am 22. Oktober 1989 wurden die sieben Märtyrer von Thailand durch Papst Johannes Paul II. im Petersdom seliggesprochen. Ihr Fest wurde im Martyrologium Romanum auf den 16. Dezember festgelegt.
In Songkhon wurde die den sieben Märtyrern 1995 geweihte Wallfahrtskirche „Maria, Mutter der Märtyrer“ erbaut, sie ist eine der größten christlichen Kirchen in Thailand. Der Bau wurde von der Vereinigung siamesischer Architekten 1996 mit dem Preis für hervorragende Architektur ausgezeichnet.
In der Hamburger Kirche St. Annen befindet sich ein Reliquiar der sieben Märtyrer von Thailand.